# You Are Not Alone (Modern-Talking-Lied)
You Are Not Alone ist ein Lied von Modern Talking, das von Dieter Bohlen geschrieben und produziert wurde. Es erschien im Februar 1999 vorab als erste Single aus dem Album Alone.

## Inhalt
Im Songtext versichern die Protagonisten den Zuhörern, dass sie deren Gefühle verstehen und dass sie nicht allein sind. Zudem fordern sie sie auf mit ihnen zu feiern. Der Song beginnt mit einem gesprochenen Intro. Rapper Eric Singleton rappt dann die Strophen, während der Refrain im klassischen Modern-Talking-Schema mit Thomas Anders’ Gesang und hohen Wiederholungen gehalten ist.

## Veröffentlichung und Rezeption
Die Single erschien am 1. Februar 1999 bei Hansa Records. Sie enthielt neben der 3:23 Minuten langen Videoversion auch den 3:41 Minuten dauernden Radio Edit, die 4:55 Minuten lange Extended Version und den 4:32 Minuten langen Remix. Zudem war ein „Space Mix“ aus den größten Hits von Modern Talking enthalten.
Der Song erreichte Platz sieben der deutschen Singlecharts, Platz fünf in Österreich und Platz zwölf in der Schweiz. Auch in weiteren europäischen Ländern erreichte der Song hohe Chartplatzierungen, so Platz acht in Finnland, Platz vier in Norwegen, Platz 15 in Schweden, Platz 13 in Frankreich und Platz fünf in Spanien.
Die Single wurde 1999 mit einer Goldenen Schallplatte für mehr als 250.000 verkaufte Exemplare ausgezeichnet.

## Musikvideo
Im Musikvideo sind außer Rapper Eric Singleton Dieter Bohlen und Thomas Anders auf einem Hochhausdach mit einer Leuchtschrift mit dem Songtitel zu sehen.

## Coverversionen
Coverversionen existieren unter anderem von Thomas Anders oder auch den Schlümpfen (Wir sind nie allein).